# Helicogloea globispora
Helicogloea globispora är en svampart som beskrevs av Sheng H. Wu & Z.C. Chen 2000. Helicogloea globispora ingår i släktet Helicogloea och familjen Phleogenaceae.   Inga underarter finns listade i Catalogue of Life.